# Arquidiocese de Malta
A Arquidiocese de Malta (Archidiœcesis Melitensis o Melevitana) é uma circunscrição eclesiástica da Igreja Católica situada em Mdina, Malta. É uma das mais antigas dioceses do Mundo, sendo sua criação atribuída a São Paulo. Seu atual arcebispo é Charles Jude Scicluna. Sua Sé é a Catedral de São Paulo.
Possui 70 paróquias servidas por 617 padres, contando com 431000 habitantes, com 89,1% da população jurisdicionada batizada. Sua jurisdição é sobre toda a Ilha de Malta.

## História
A comunidade cristã de Malta foi fundada por São Paulo, que naufragou em sua jornada como prisioneiro para Roma, como nos dizem os Atos dos Apóstolos. Segundo a tradição, São Públio, também mencionado nos Atos dos Apóstolos, foi seu primeiro bispo, e depois de manter a Igreja de Malta por 31 anos, mudou-se para a Sé de Atenas no ano de 90, onde foi martirizado em 112. Embora uma lista completa dos bispos dos dias de São Paulo a Constantino foi elaborada, sua autenticidade é mais do que duvidosa: Malta, de fato, permaneceu desabitada por quase dois séculos após a conquista árabe e a expulsão da população romano-bizantina, sem nenhuma possibilidade de continuidade.
Em 3 de março de 1797, com a bula Memores Nos do Papa Pio VI, a arquidiocese de Rodes recebeu os bispos de Malta; a arquidiocese de Rodes será restaurada em 28 de março de 1928.
A catedral da arquidiocese de Malta é a Catedral de São Paulo em Mdina. A Co-catedral de São João está localizada em Valeta. Esta última era originalmente a igreja conventual da Ordem dos Cavaleiros Hospitalares de São João e tornou-se co-catedral em 1820 quando o bispo de Malta, que residia em Mdina, foi autorizado a usá-la como um local alternativo.
Em 1817, a diocese de Malta tornou-se parte da província eclesiástica da arquidiocese de Palermo, mas em 1844 foi declarada imediatamente sujeita à Santa Sé.
Em 22 de setembro de 1864, ele cedeu uma parte do seu território em benefício da ereção da diocese de Gozo.
A diocese de Malta foi elevada à categoria de arquidiocese metropolitana em 1 de janeiro de 1944 pela Bula Melitensem Ecclesiam do Papa Pio XII.

## Prelados

### Bispos de Malta
- São Publio † (69 - 90)
- Giuliano † (553)
- Lucillo † (592 - 599)
- Traiano † (603)
- Giovanni I † (1167 - 1169)
- Giovanni II † (1211 - 1224 - ?)
- Ruggerio di Cefalù † (1251)
- Domenico † (1253 - ?)
- Giacomo di Mileto ? † (1259 - ?)
- Marino di Sorrento † (1267)
- Johannes Normandus † (1268)
- Andrea Bancherini, O.P. † (cerca de 1270 - ?)
- Jacobus da Malta, O.F.M. † (1272 ou cerca de 1284 - 1299)
- Niccolò † (1304 - ?)
- Alduino † (1330 - ?)
- Enrico da Cefalù, O.F.M. † (1334 - ?)
- Niccolò Boneti † (1342 - ?)
- Ogerio † (1343 - ?)
- Giacomo † (1346 - ?)
- Ilario Corrado, O.P. † (1356 - ?)
- Antonio, O.F.M. † (1370 - ?)
- Corrado † (1371 - ?)
- Antonio de Vulponno, O.S.B. † (1375 - 1392)
- Mauro Cali † (1393 - 1408)
- Andrea de Pace, O.F.M. † (1408 - 1409)
- Antonio † (1409 - ?)
- Andrea, O.P. † (1414 - ?)
- Giovanni Ximenes, O.F.M. † (1418 - ?)
- Mauro de Albraynio † (1420 - ?)
- Senatore De Mello Di Noto † (1432 - ?)
- Jaime † (1445 - ?)
- Antonio de Alagona † (1447 - ?)
- Giovanni Paternò, O.S.B. † (1479 - 1489)
  - Pierre de Foix, O.F.M. † (1489 - 1490) (administrador apostólico)
- Paolo Della Cavalleria † (1491 - 1495)
- Giacomo Valguarnera † (1495 - 1501)
- Antonio Corsetto † (1501 - 1503)
  - Juan de Castro † (1506) (administrador apostólico)
- Bandinello Sauli † (1506 - 1509)
- Bernardino de Bolonha † (1506 - 1512)
- Juan Pujades † (1512 - 1512)
- Juan de Sepúlveda † (1514 - 1516)
- Bernardino Cateniano † (1516 - 1516)
  - Raffaele Sansoni Riario della Rovere † (1516 - 1520) (administrador apostólico)
  - Bonifacio Cateniano † (1520 - ?) (bispo eleito)
  - Girolamo Ghinucci † (1523 - 1538) (administrador apostólico)
- Tommaso Bosio, O.S.Io.Hier. † (1538 - 1539)
- Domingo Cubels, O.S.Io.Hier. † (1540 - 1566)
- Martín Rojas de Portalrubio, O.S.Io.Hier. † (1572 - 1577)
- Tomás Gargal, O.S.Io.Hier. † (1578 - 1614)
- Baldassarre Caglieres, O.S.Io.Hier. † (1615 - 1633)
- Miguel Juan Balaguer Camarasa, O.S.Io.Hier. † (1635 - 1663)
- Lucas Bueno, O.S.Io.Hier. † (1666 - 1668)
- Lorenzo Astiria, O.S.Io.Hier. † (1670 - 1677)
- Miguel Jerónimo de Molina y Aragonés, O.S.Io.Hier. † (1678 - 1682)
- Davide Cocco Palmeri, O.S.Io.Hier. † (1684 - 1711)
- Joaquín Cánaves, O.S. † (1713 - 1721)
- Gaspare Gori Mancini, O.S.Io.Hier. † (1722 - 1727)
- Paul Alphéran de Bussan, O.S.Io.Hier. † (1728 - 1757)
- Bartolomé Rull, O.S.Io.Hier. † (1757 - 1769)
- Giovanni Carmelo Pellerani, O.S.Io.Hier. † (1770 - 1780)
- Vincenzo Labini, O.S.Io.Hier. † (1780 - 1807)
- Ferdinando Mattei † (1807 - 1829)
- Francesco Saverio Caruana † (1831 - 1847)
- Publio Maria Sant † (1847 - 1857)
- Gaetano Pace-Forno, O.S.A. † (1857 - 1874)
- Carmelo Scicluna † (1875 - 1888)
- Pietro Pace † (1889 - 1914)
- Mauro Caruana † (1915 - 1943)
- Michael Gonzi † (1943 - 1944)

### Arcebispos de Malta
- Michael Gonzi † (1944 - 1976)
- Joseph Mercieca † (1976 - 2006)
- Paul Cremona, O.P. † (2006 - 2014)
- Charles Jude Scicluna (desde 2015)